# 75-ös főút (Magyarország)
A 75-ös főút egy másodrendű főút Zala vármegyében, amely Keszthelytől Bakon és Lentin át Rédicsig tart. Hossza valamivel több mint 69,3 kilométer.

## Települései
- Keszthely (kiágazás a 71-es főútból)
- Alsópáhok (találkozás a 76-os és a 760-as főutakkal)
- Zalaapáti
- Pacsa
- Zalaszentmihály
- Bak (a 74-es főút keresztezése)
- Zalatárnok
- Nova
- Lenti (itt kiágazik az Ifjúság útja, ahol az autóbusz-állomás található)
- Rédics (az út vége a 86-os főútba való betorkollásánál)